# Angelo Bolaffi

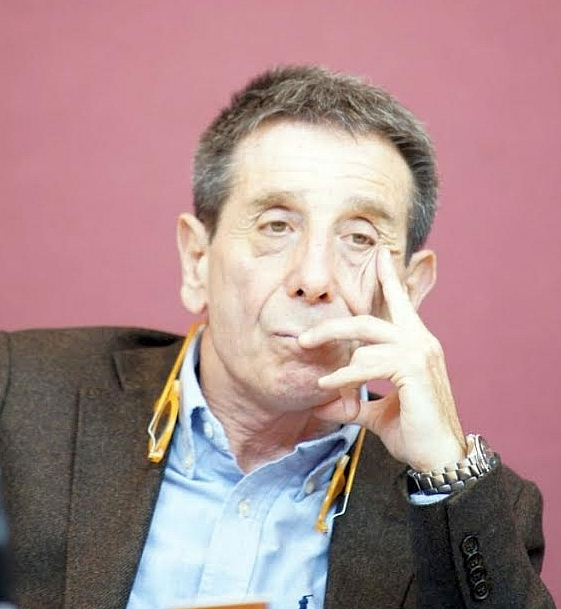
Angelo Bolaffi (2014)

Angelo Bolaffi (* 31. Mai 1946 in Rom) ist ein italienischer Philosoph, Politikwissenschaftler und Germanist. Bolaffi ist Professor für politische Philosophie an der Universität La Sapienza.

## Leben
Bereits während des Studiums stand Bolaffi dem linksintellektuellen Spektrum nahe. Nach seiner Promotion 1969 in Rom wechselte Bolaffi mithilfe eines Stipendiums der Alexander von Humboldt-Stiftung 1973 an die Freie Universität Berlin. Er übersetzte Texte von deutschen und österreichischen Politikwissenschaftlern und Philosophen, darunter Adorno, Marcuse, Tönnies, Fraenkel und Cassirer. Im Kreis politischer Aktivisten hatte er zu dieser Zeit u. a. auch Kontakt mit Rudi Dutschke. 1983 bis 1984 übernahm er für zwei Semester die Vertretung des Lehrstuhls von Wolf-Dieter Narr am Otto-Suhr-Institut der Freien Universität.
Von 2007 bis 2011 war er Direktor des Italienischen Kulturinstituts (Istituto Italiano di Cultura) in Berlin. Bolaffi ist Mitglied zahlreicher Organisationen, u. a. des Deutsch-Italienischen Zentrums „Villa Vigoni“ in Menaggio, der Heinrich-Böll-Stiftung in Berlin, und der Internationalen Gesellschaft Ernst Cassirer in Heidelberg. Als einer von Italiens prominentesten Deutschland-Experten hat er sich in zahlreichen Büchern und Beiträgen mit den deutsch-italienischen Beziehungen beschäftigt.

## Veröffentlichungen (Auswahl)
- 1980: La democrazia in discussione: interviste con Abendroth, Negt, Flechtheim, von Oertzen, Habermas, Narr, Bahro, Luhmann, Offe, De Donato, Bari.
- 1993: Linke, was nun?, Rotbuch, Berlin.
- 1993: Il sogno tedesco: La nuova Germania e la coscienza europea, Donzelli, Rom.
- 1995: Die schrecklichen Deutschen: eine merkwürdige Liebeserklärung, Siedler, Berlin.
- 2000: Weimar, Donzelli, Rom.
- 2002: Il crepuscolo della sovranità. Filosofia e politica nella Germania del Novecento, Donzelli, Rom.
- 2013: Cuore tedesco, Donzelli, Rom.
- 2014: deutsch: Deutsches Herz, Das Modell Deutschland und die europäische Krise, mit Christine Ammann u. Antje Peter, Klett-Cotta, Stuttgart, ISBN 978-3-608-94885-1.
- 2014: Krise als Chance. Europa neu denken. Im Gespräch mit Peter Engelmann, Passagen, Wien. ISBN 978-3-7092-0131-2.